# Siete clanes partos
Los siete clanes partos o las siete casas (pahlavi en iranio) fueron siete familias aristocráticas de origen parto, de papel destacado durante el imperio sasánida.

## Historia

### Sistema arsácida
Comparado con el imperio de los aqueménidas, el gobierno arsácida estaba considerablemente descentralizado. Su imperio era una especie de aglomeración de entidades políticas con distintos estatus, similar a un reino feudal. Existían varios reyes menores con gobiernos semiautónomos pero que pagaban tributo y aportaban soldados al rey arsácida. Entre ellos destacaban los de Iberia, Armenia, Media Atropatene, Corduene, Adiabene, Edesa, Hatra, Cárece, Elymaida y Persis.
En cambio, los territorios directamente bajo el poder del rey arsácida se organizaban en tres niveles llamados marzban, xšatrap y dizpat equivalentes a las satrapías, eparquías e hiparquías respectivamente, siguiendo el modelo de los seléucidas. Sus gobernadores eran nombrados directamente por el rey parto, aunque la costumbre hizo que muchas fueran gobernadas por miembros de una misma familia, convirtiéndose en verdaderos feudos. Por último, estaban las polis griegas, con territorio y gobierno propios pero leales al rey arsácida. Estas ciudades eran fruto de la colonización helénica del norte de Mesopotamia desde los tiempos de Alejandro Magno y conservaban sus sistemas políticos desde épocas seléucidas. Entre ellas destacaban Eulaus (cerca de Susa), Alejandría de Susiana, Babilonia o Seleucia del Tigris. Debe mencionarse que desde 190, con la conquista de Alejandro Severo crearon una cultura que mezclaba griego, siriaco y latín.
La nobleza se dividía en tres categorías principales: primero estaban los reyes menores sólo inferiores al monarca arsácida, como los de Merv, Abarshahr, Sakastán, Carmania, Iberia y Adiabene; en segundo lugar, venían los grandes nobles vinculados al Gran Rey por matrimonios; y por último, los jefes de clanes o de pequeños territorios. Las listas reales también mencionan una veintena de familias menores, como los Farrekān y Asparuk o Vāspūhrakān en Persia. Estos personajes servían como consejeros del rey o sacerdotes que, según Posidonio, formaban un consejo con poder para elegir al rey, aunque siempre era un miembro de la familia real. Todas estas casas nobles, grandes y pequeñas, formaban una compleja red de conflictos y colaboraciones en los que se basaba la política del reino.

### Orígenes
La alta nobleza, buzurgān, poseían títulos que indican un origen parto en la mayoría de los casos, aunque sólo dos familias (Karen y Suren) son mencionadas en tiempos arsácidas. Las otras cinco podrían no guardar relación con la realidad y haber inventado sus orígenes por sus miembros para enfatizar la antigüedad y nobleza de sus linajes.
De hecho, era frecuente que las pahlavī, «familias», afirmaran descender de la casa real de Aršak o Arsaces, como los Suren y los Mihran. Por ejemplo, Moisés de Corene, en el siglo V, relata que el rey Arshavir o Aršavir (identificado como Fraates IV de Partia) tuvo dos hijos menores llamados Suren y Karen o Karn y una hija llamada Koshm o Košm a quienes les heredó tierras en el actual Balj mientras que el trono lo pasó a su hijo Artashes o Artašeš (posiblemente Fraataces). A la muchacha la casó un oficial de caballería (spahbed o spāhbad), de ahí el nombre de la casa Aspahbed. Este origen es mítico y buscaba emparentar a este clan con la realeza por sangre. Al parecer, la hija es una personificación legendaria del distrito Kōmiš. Otro relato viene de Al Tabari en los siglos IX y X. El legendario rey Vishtaspa habría dado tierras a ciertos nobles: a Nihābiδa en Dihistān (Hircania), a Kārin en Māh-Nihāvand (Media), a Sūrēn en Sejistān (Sistán) y a Isfandyāδ en Rayy.
Estos clanes poseían territorios autónomos bajo su mando. Sus líderes gozaban con la lealtad de sus vasallos, una nobleza menor de estatus socioeconómico variado y sus siervos campesinos. Los reyes contaban con el apoyo de los miembros de su propio clan, pero no necesariamente de otros. Era un sistema feudal de antecedentes escitas y aqueménidas.
Según Teofilacto Simocates eran siete familias y cada una tenía un papel reservado: los primeros coronaban a los reyes, los segundos eran comandantes en jefe, los terceros eran jefes de la administración (hazarabed o canciller), los cuartos eran jefes de los jueces (dadwaran dadwar) y sacerdotes (mowbeds), los quintos comandantes de la caballería (sparapet), los sextos controlaban los impuestos y arcas reales, y los séptimos eran custodios de las armas y uniformes (hambarakapet). Aunque estos cargos eran liderados por un miembro de cada familia, el resto estaban repartidos de distinta forma.

## Los clanes
| Siete clanes partos: A continuación un listado con el nombre de varias casas y la opinión de cada historiador si eran o no de la alta nobleza parta |         |        |         |       |          |          |
| Casa noble | Syvänne | Curtis | Gignoux | Nouri | Jalilian | Brundage |
| Arsácidas | No      | No     | No      | Si    | No       | No       |
| Sasánidas | No      | No     | No      | No    | Si       | Si       |
| Suren | Si      | Si     | Si      | Si    | Si       | Si       |
| Karen | Si      | Si     | Si      | Si    | Si       | Si       |
| Mihran | Si      | Si     | Si      | Si    | Si       | Si       |
| Aspahbed | Si      | Si     | Si      | Si    | Si       | Si       |
| Spandyaz | Si      | Si     | Si      | Si    | Si       | Si       |
| Varaz | No      | Si     | Si      | No    | No       | No       |
| Andigan | Si      | No     | Quizás  | No    | No       | No       |
| Zikan | Si      | Si     | No      | Si    | Si       | Quizás   |

### Suren
Las tierras de los Suren (también llamados Sūrēn, Soren y Sūren) estaban en Sistán, Afganistán y Nishapur. Según fuentes antiguas tenían el derecho hereditario a coronar los reyes arsácidas, pues eran los segundos en rango del reino. Su nombre debe emparentarse con el término persa suri, dado a toda flor roja. En pahlavi sūr o suxr es «rojo». Algunos autores han trazado su origen al rey indoparto Gondofares.
Cuando los sasánidas tomaron el poder pasaron a servirlos. Varios de sus miembros fueron reyes o gobernadores de Armenia, como Gregorio I el Iluminador según algunas fuentes, o grandes visires como Mihr Narseh. Cuando su poder se debilitó, los sasánidas nombraron a miembros de la familia real o de los Karen como gobernadores de Sistán para evitar la inestabilidad en la región. Las últimas referencias a la casa de Suren son de un comandante militar en el norte de China en el siglo IX.

### Karen
Las tierras de los Karen (también llamados Karin, Kārin, Kāran y Kāren) estaban en Nahavand, en la provincia de Hamadán (antigua Media). Se sabe que apoyaron al príncipe Mehardates contra Gotarces II. La oposición de la casa a Gotarces II es un indicador de que la casa podría ser la misma que aparece referida como Casa de Tous en las leyendas. La narrativa se habría vuelto mitológica dado que las leyendas atribuyen a uno de los hijos de Kaveh la fundación de una casa de Tous enfrentada con la Casa de Gotarces fundada por otro hijo.
Reclamaban ser descendientes de Karen, hijo de Kaveh, una figura legendaria del folclore iranio. Karen fue según las leyendas comandante de los reyes Manuchehr y Nowzar, luchando contra los turanios. Cuando el turanio Barman mató al rey Kai Kobad, Karen le vengó matando a Barman y finalmente fue honrado como uno de los siete subreyes instituidos por Goshtasp o Vishtaspa (a veces identificado con Histaspes, padre del histórico Darío el Grande), recibiendo Mah Nihawand.

### Mihran
Las tierras de los Mihran (también llamados Mihrān, Mehrān y Mehran) estaban en Rayy. Por tradición, tendían a ser los dominantes junto a los Suren. En persa antiguo son llamados Mihra-Kān-Katak, «Casa de los Mihr».

### Aspahbed
Las tierras de los Aspahbed (también llamados Spāhbed, Spāhbad, Aspanidze, Aspahapet, Aspahbadh, Aspahbedh, Aspahbudhan y Ispahbudhan) estaban en Gorgán y Tabaristán. Su nombre proviene del persa antiguo asp o aspa, «caballo», muy usado en los nombres de las familias nobles iraníes.

### Spandyaz
Las tierras de los Spandyaz (también llamados Sfandiyār, Isfandiyar, Spandiyād, Spandiyadh y Spendiād) estaban en Rayy. Como los Mihran y los Spandyaz eran de Rayy, el orientalista alemán Theodor Nöldeke sugirió que debían ser la misma familia.

### Varaz
Las tierras de los Varaz (también llamados Varāz, Waraz, Warāz, Barâz y Verâz) iban desde la frontera con Siria hasta Adiabene a través de Armenia. En origen jefes tribales kurdos llegaron a dominar un vasto territorio ya en período arsácida. Como los Andigan, su poder aumentó enormemente gracias a Ardacher I. Su significado parece ser «fuerza, poderío» o «jabalí».

### Andigan
Las tierras de los Andigan (también llamados Andīgān, Andigān, Undīgān y Undigan) estaban en Andiyán. El hecho de que se los llame «Señor de Andigan» en las crónicas parece indicar su origen geográfico. Este terminó por convertirse en el nombre por el que se conoce al clan. Participaron en la elección de Narsés de Armenia como nuevo Gran Rey con los Suren y Karen y arrestaron a Adurfarrobay, rey de Meshan, que avanzaba a Asuristán para ayudar al rebelde Bahram III. Su nombre probablemente proviene del nombre que daban las tribus túrquicas a la ciudad.

### Zikan
Las tierras de los Zikan (también llamados Zix y Zik) estaban en el actual Azerbaiyán.

### Antigua
De las obras antiguas, los libros son citados con números romanos y capítulos y/o párrafos con arábigos.
- Al Tabari. The Sāsānid, the Byzantines, the Lakmids, and Yemen. Tomo V de Historia de los Profetas y Reyes. Traducción árabe-inglés por C. E. Bosworth, edición y prefacio por Ehsan Yar-Shater, University of Manchester & State University of New York Press, 1998.
- Estrabón. Geografía. Libro XI. Versión digitalizada de Perseus. Basada en traducción griego-inglés por H. L. Jones, edición de Harvard University Press & William Heinemann, Ltd. 1924.
- Moisés de Corene. Historia de Armenia. Libro II. Traducción armenio-inglés por Robert W. Thomson, Cambridge University Press, 1978. Véase también versión digitalizada en Philippe Remacle, basada en traducción armenio-francés por Victor Langlois, tomo X de Collection des historiens anciens et modernes de l' Arménie, París: Firmin Didot Frères, 1867.
- Plutarco. Vida de Craso. Parte de Vidas paralelas. Digitalizado en Perseus. Basado en la obra de 1916, editada por William Heinemann. Traducción latín-inglés por Bernadotte Perrin, Harvard University Press. En español en Imperium.
- Tácito. Anales. Libros VI y XII. Digitalización en Google Books. Basada en traducción latín-inglés, notas e introducción por A. J. Woodman, Hackett Publishing, 2004. Véase versiones completas de:
  - Digitalización de Perseus. Traducción latín-inglés por Alfred John Church, edición de William Jackson Brodribb & Sara Bryant, Nueva York: Random House, 1942.
  - Digitalización de UChicago. Basada en traducción latín-inglés por J. Jackson, volumen III de Loeb Classical Library, 1931.
- Teofilacto Simocates. Historia. Libro III. Digitalizado en Lace Collection. Basado en edición griega y latina de Carl de Boor, Leipzig: Teubner, 1887.

### Moderna
- Brosius, Maria (2006). The Persians: An Introduction (en inglés). Londres: Routledge. ISBN 978-0-415-32089-4.
- Brundage, Burr G. (1965). «Feudalism in Ancient Mesopotamia and Iran».  En Coulborn, Rushton, ed. Feudalism in History (en inglés). Princenton: Archon. pp. 93-119.
- Chkeidze, Thea (2001). «Georgia v. Linguistic contacts with iranian languages». Encyclopædia Iranica (en inglés) X (5): 486-490.
- Curtis, Vesta Sarkhosh; Stewart, Sarah (2008). The Sasanian era (en inglés). Londres: I.B. Tauris in association with The London Middle East Institute at SOAS and The British Museum & School of Oriental and African Studies of University of London. ISBN 9781845116903.
- Daryaee, Touraj (2012). The Oxford Handbook of Iranian History (en inglés). Oxford: Oxford University Press. ISBN 9780199732159.
- Ergashev, A. (2021). «About the Toponomy of Andijan». Pindus Journal Of Culture, Literature, and ELT (en inglés) IX: 119-126. ISSN 2792-1883.
- Garthwaite, Gene Ralph (2005). The Persians (en inglés). Oxfrod: Blackwell Publishing. ISBN 978-1-55786-860-2.
- Gignoux, Philippe (1993). «COURTS AND COURTIERS ii. In the Parthian and Sasanian periods». Encyclopædia Iranica (en inglés) VI (4): 359-361.
- Herzfeld, Ernst (1947). Zoroaster and His World (en inglés). Princeton: Princeton University Press.
- Izady, Mehrdad R. (2015). Kurds: A Concise Handbook (en inglés). Nueva York: Taylor & Francis. ISBN 9781135844974.
- Jalilian, Shahram (2018). «Conflict and Agreement of the Members of Great Families and Grandees with the King in the Sassanid Era (from the Rise of Sassanid to the reign of Ghobad I)». Journal of Historical Researches (en inglés) X (1): 203-227. Archivado desde el original el 11 de abril de 2020. Consultado el 27 de junio de 2024.
- Kalani, Reza (2017). Multiple Identification Alternatives for Two Sassanid Equestrians on Fīrūzābād I Relief: A Heraldic Approach (en inglés). Teherán: Tarikh Negar Monthly. ISBN 9786000491406.
- Llewellyn-Jones, Lloyd (2013). King and Court in Ancient Persia 559 to 331 BCE (en inglés). Edimburgo: Edinburgh University Press. ISBN 9780748677108.
- Lukonin, V. G. (1983). «Political, Social and Administrative Institutions: Taxes and Trade».  En Yarshater, Ehsan, ed. The Cambridge History of Iran: The Seleucid, Parthian and Sasanian Periods (en inglés) III (Parte 2). Cambridge: Cambridge University Press. pp. 681-746. ISBN 0-521-24693-8.
- Millar, Fergus (1993). «The Greek City in the Roman Period».  En Mogens Herman Hansen, ed. The Ancient Greek City-state: Symposium on the Occasion of the 250th Anniversary of the Royal Danish Academy of Sciences and Letters, July, 1-4 1992 (en inglés). Copenhagen: Real Academia Danesa de Ciencias y Letras. pp. 232-260. ISBN 9788773042427.
- Mori, Shigeo (1992). «The Narrative Structure of the Paikuli Inscription». Bulletin of the Society for Near Eastern Studies in Japan (en inglés) XXXV (1): 176-188.
- Nicolle, David (1996). Sassanian Armies: the Iranian Empire Early 3rd to Mid-7th Centuries AD (en inglés). Stockport: Montvert. ISBN 978-1-874101-08-6.
- Payne, Smith R. (2009).  Hanson, K. C.; Payne-Margoliouth, Jessie, ed. Supplement to the Thesaurus Syriacus of R. Payne Smith (en inglés). Eugene: Wipf and Stock. ISBN 9781608990467.
- Pourshariati, Parvaneh (2008). Decline and fall of the Sasanian empire: the Sasanian-Parthian confederacy and the Arab conquest of Iran (en inglés) (1ª edición). Londres: I. B. Tauris. ISBN 1845116453.
- Shahbazi, Alireza Shapour (1993). «The Parthian Origins of the House of Rustam». Bulletin of the Asia Institute (en inglés) VII: 155-163.
- Syvänne, Ilkka (2015). Military History of Late Rome 284-361 (en inglés). Londres: Pen and Sword. ISBN 9781473871847.
- Widengren, Geo (1983). «Sources of Parthian and Sasanian History».  En Yarshater, Ehsan, ed. The Cambridge History of Iran: The Seleucid, Parthian and Sasanian Periods (en inglés) III (Parte 2). Londres: Cambridge University Press. pp. 1261-1283. ISBN 0-521-24693-8.
- Wilcox, Peter; McBride, Angus (1986). Rome’s Enemies: Parthians and Sassanid Persians (en inglés) III. Oxford: Osprey.
- Yarshater, Ehsan (1998). «ESFANDĪĀR (2)». Enciclopedia Iranica (en inglés) VIII (6): 592-593.

- Datos: Q1985795